# Charles Harington

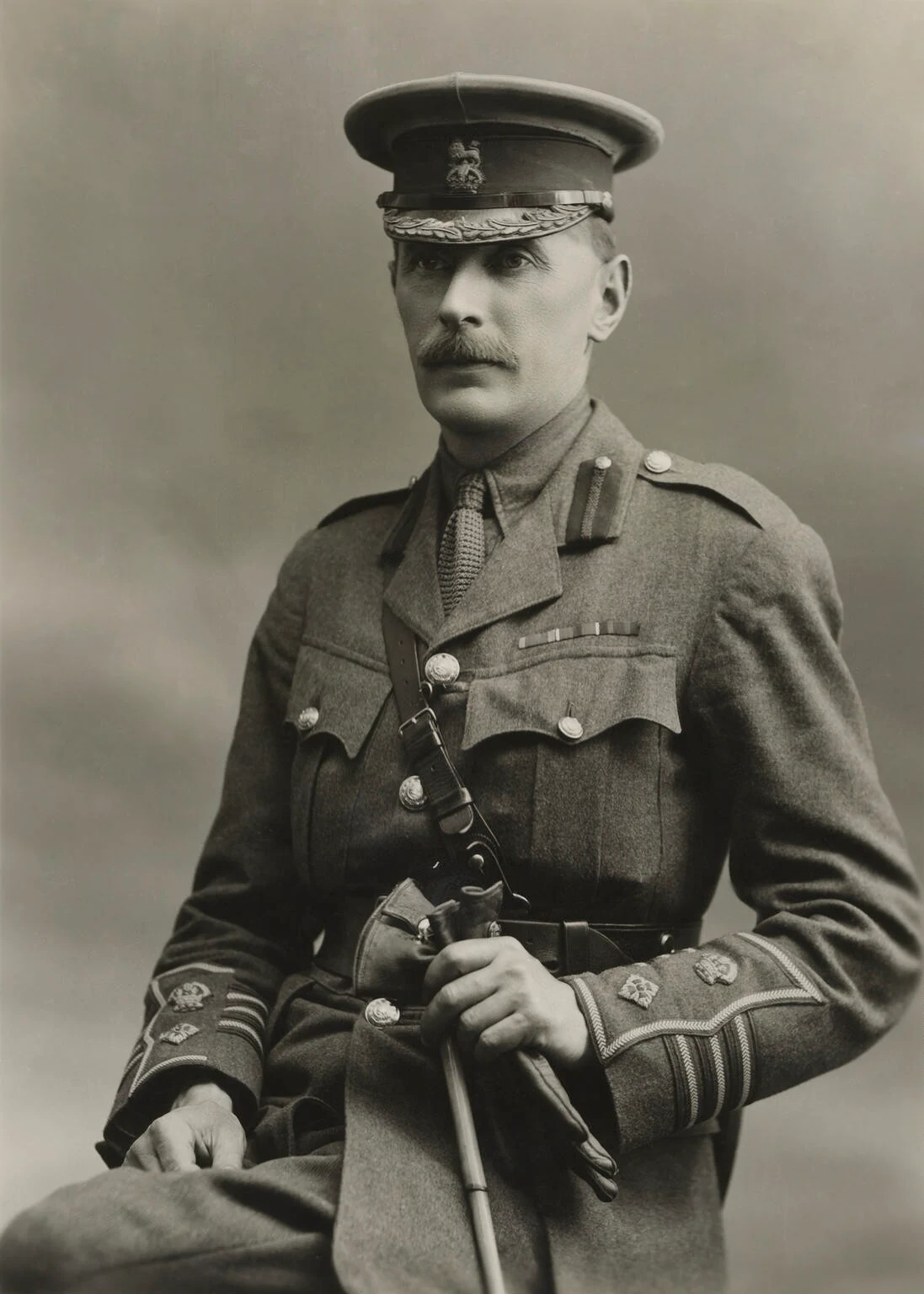
Charles Harington år 1915

Charles Harington, född 31 maj 1872, död 22 oktober 1940, var en brittisk militär.
Harington blev officer vid infanteriet 1892, major 1912, överste 1916, generalmajor 1918 och general 1927. Harington deltog med utmärkelse i boerkriget och tjänstgjorde därefter i generalstaben. Som generalstabsofficer deltog han även i första världskriget, först i Frankrike och 1917-18 som general Herbert Plumers stabschef i Italien. Åren 1918-20 var Harington souschef i generalstaben och 1920-23 högste befälhavare för de brittiska stridskrafterna vid Svarta havet och i Turkiet samt ledde 1922 stilleståndsförhandlingarna mellan Turkiet och Grekland i Mudania.